# 刘春耀
刘春耀（1949年6月—），男，青海西宁人，中华人民共和国政治人物，曾任青海省人大常委会党组成员、秘书长、机关党组书记、副主任。